# Monohelea candescens
Monohelea candescens är en tvåvingeart som beskrevs av Debenham 1972. Monohelea candescens ingår i släktet Monohelea och familjen svidknott. Inga underarter finns listade i Catalogue of Life.